# Josef Mariano Kitschker
Josef Mariano Kitschker (* 10. November 1879 in München; † 8. Juni 1929 in Karlsruhe) war ein deutscher Maler.

## Leben
Josef Mariano Kitschker war der Sohn des Malers Joseph Kitschker (* 1847) aus Patschkau (Provinz Schlesien) und seiner Ehefrau Philomene, geb. Drummer. Er erlernte das Malerhandwerk in der Werkstatt seines Vaters und soll in München und Karlsruhe studiert haben. 1907 heiratete er Lina Schrempp aus Bruchsal und zog nach Bruchsal. Dort war er an der Restaurierung der Fresken des Schlosses beteiligt. 1918 oder Anfang 1919 zog er nach Karlsruhe.
Bekannt ist er vor allem durch seine neobarocken Fresken in zahlreichen Kirchenbauten in Baden und der Schweiz.

## Werke
- 1907 Bruchsal, St. Peter, Deckenmalerei[2]
- um 1910 Bruchsal-Obergrombach, Friedhofskapelle, Ausmalung[3]
- 1911 Bruchsal-Untergrombach, Michaelskapelle, Deckenbilder[4]

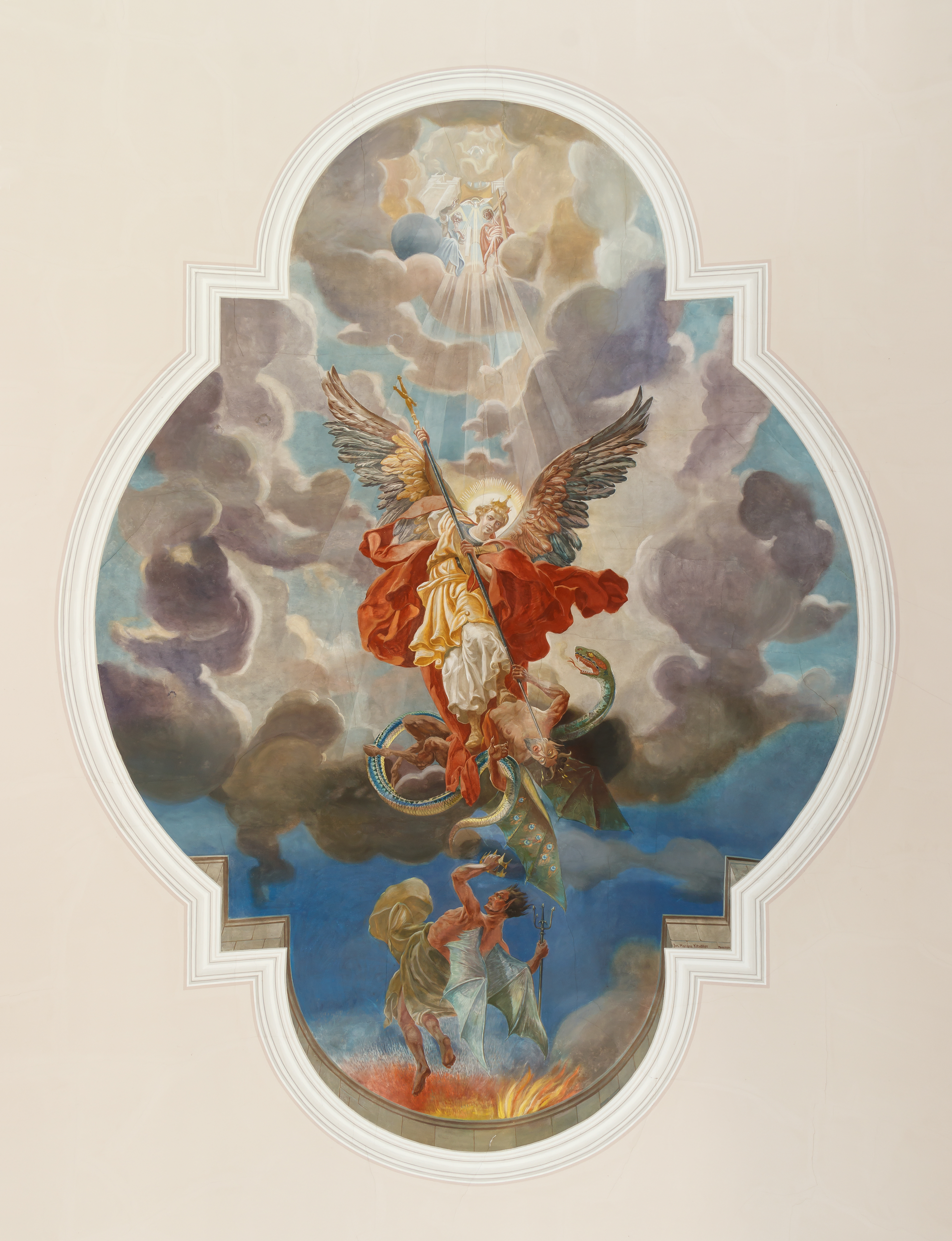
Michael überwindet Satan
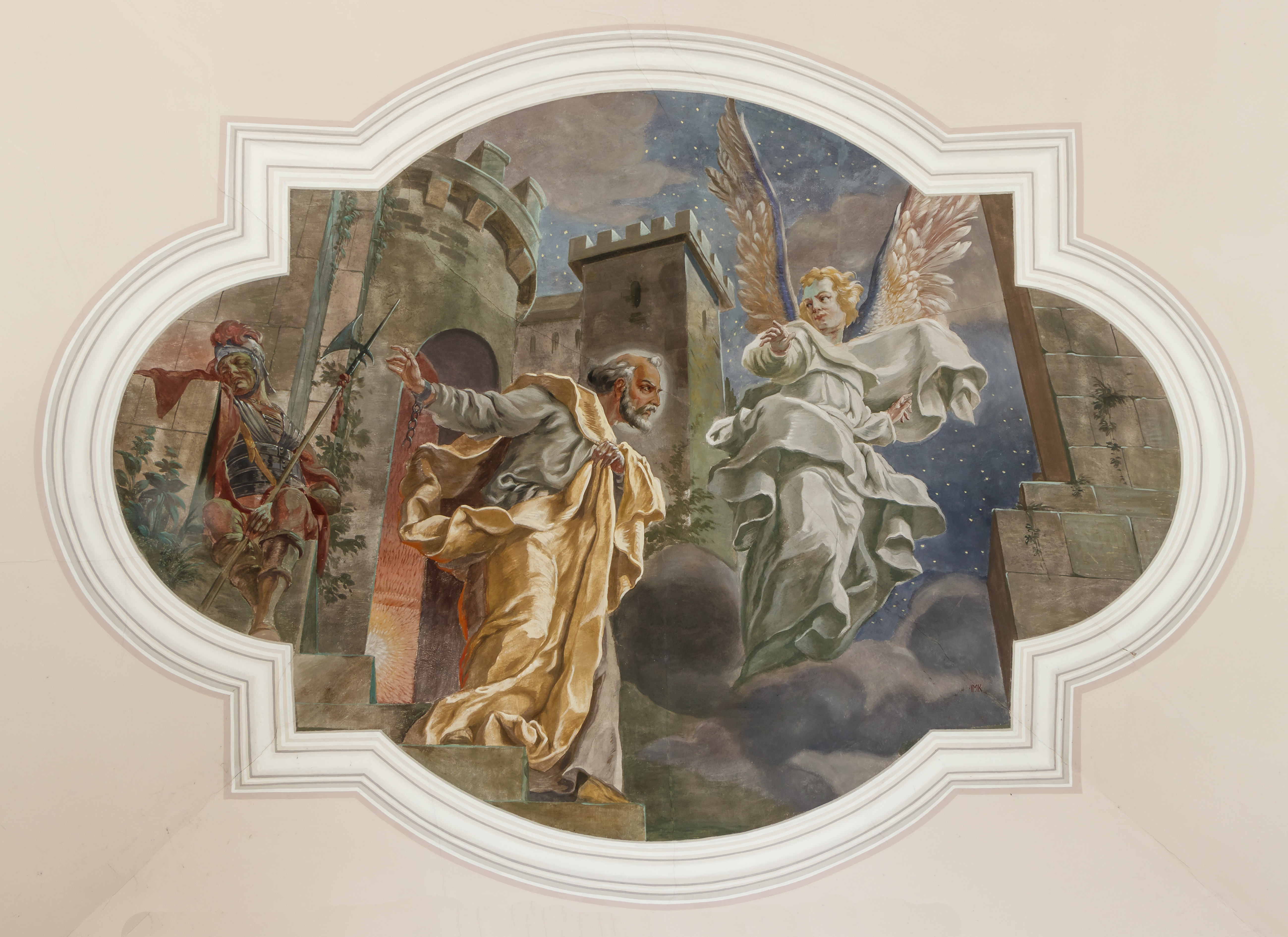
Petrus wird aus dem Gefängnis befreit
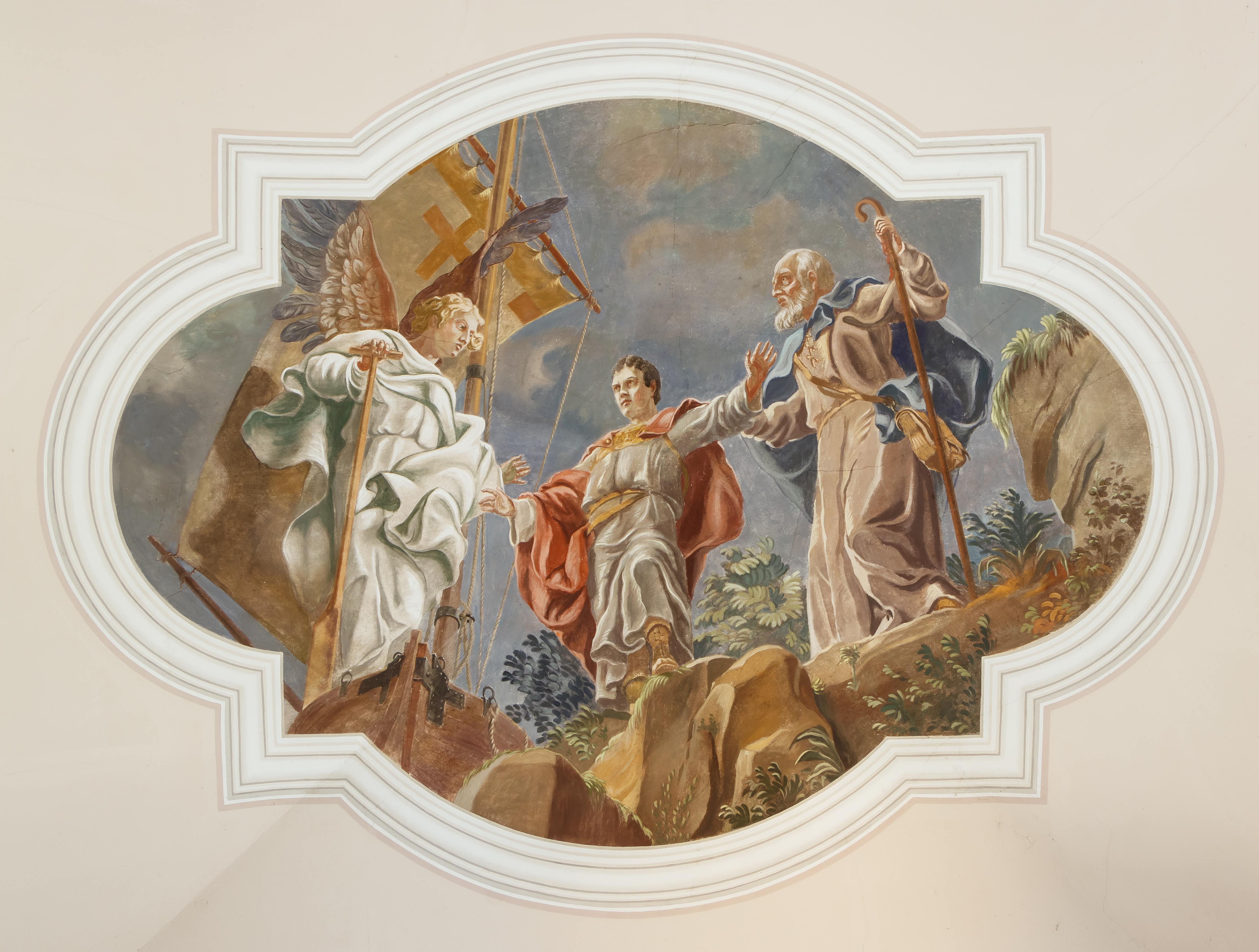
Vitus wird von einem Engel vor seinem heidnischen Vater in Sicherheit gebracht
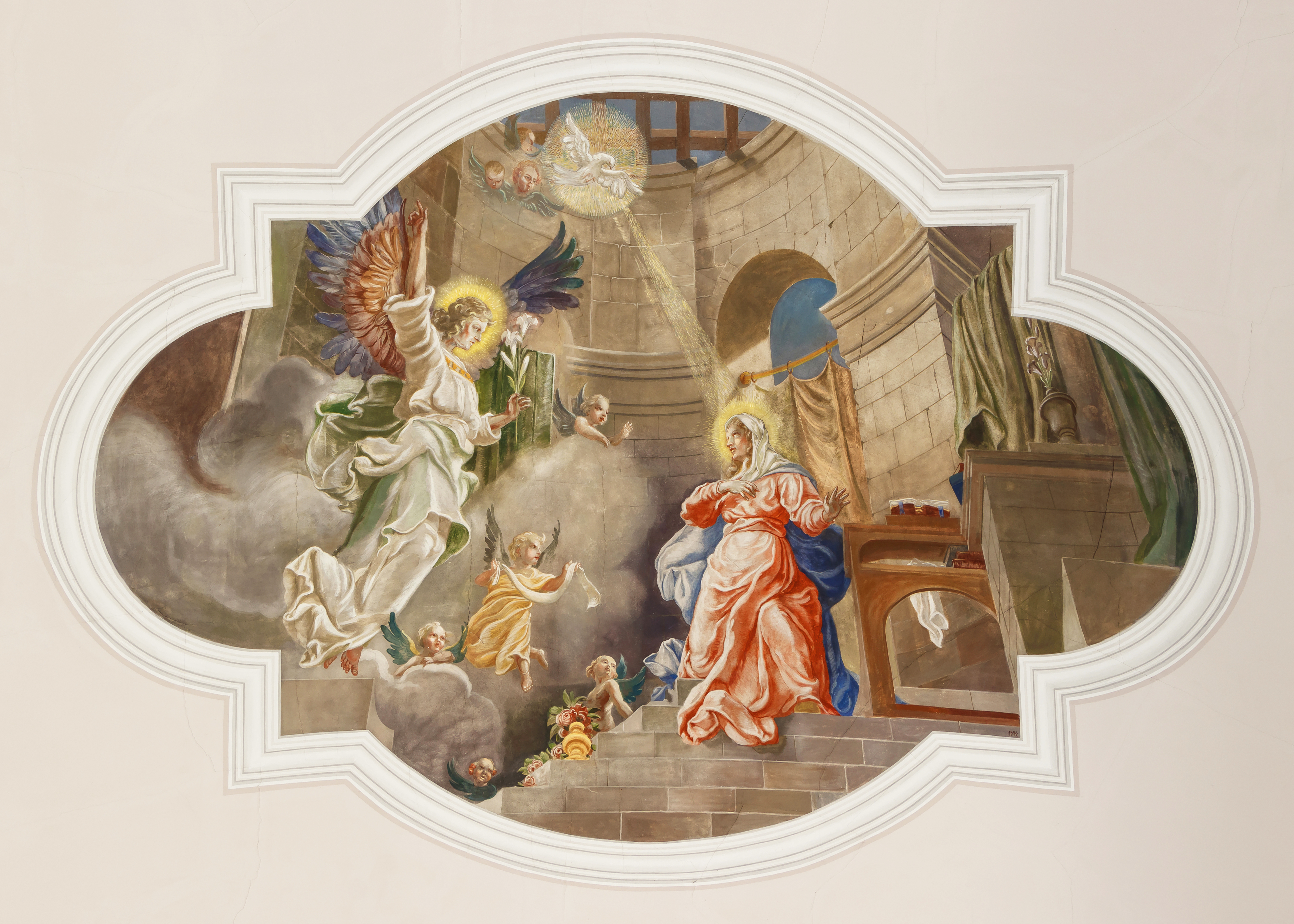
Verkündigung des Herrn
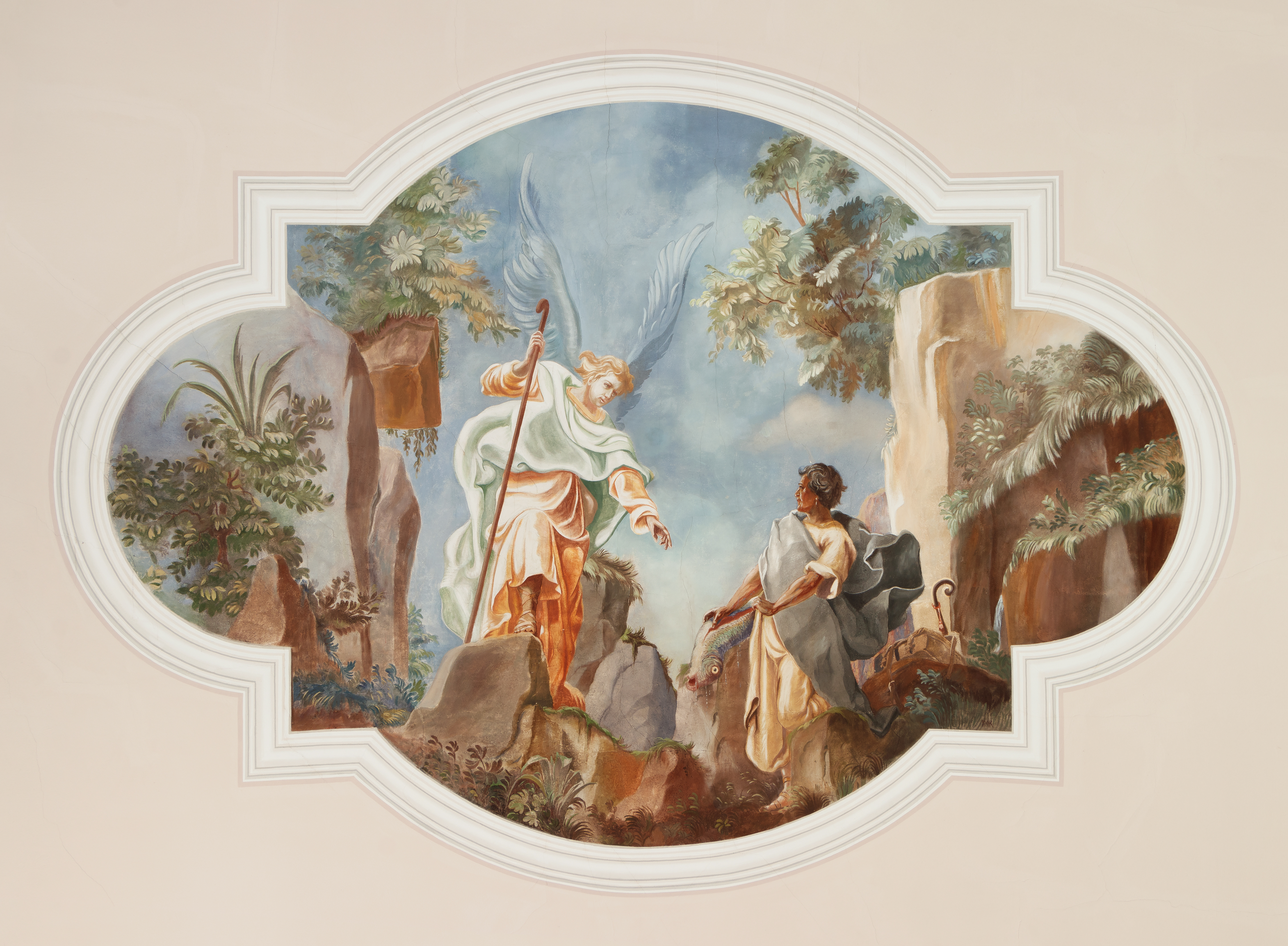
Raphael weist Tobias an, einen Fisch zu fangen, um die Augen seines blinden Vaters zu heilen

- 1911 Hub bei Ottersweier, Kirche der Kreispflegeanstalt, Altar[5]
- 1912 Kollnau, St. Josef, Kreuzweg auf Kupfertafeln[6]
- 1914 Bruchsal, Stadtkirche, Chorfresko (im Zweiten Weltkrieg zerstört)
- 1914/15 Rheinfelden, St. Josef[7]
- 1915/18 Herrischried, St. Zeno, Deckenbilder
- 1921 Herbolzheim, Kirche Maria Sand[8]
- 1922 Schliengen-Liel, St. Vinzenz, Deckenmalerei[9]
- 1922 Aach-Linz, St. Martin, Deckenmalerei[10]
- 1922 Denkingen, St. Johann, Decken- und Wandmalerei[11]
- 1925 Baden AG, Kapelle Maria Wil[12]
- 1928 Kiechlinsbergen, St. Petronilla, Deckenmalerei[13]
- 1928 Schapbach, St. Cyriak, Deckenmalerei[14]
- 1929 Schmerikon, St. Jodokus, Deckenbilder[15]
- 1929/30 Munzingen, St. Stephan, Deckenbild sowie Entwurf für das Kreuzigungsbild am Altar, nach seinem Tod durch Stefan Gerstner aus Morsch vollendet[16]
- Fribourg, Pensionat Bertigny, Kapelle, Ausmalung[17]